# La Voix des anges
La Voix des anges (titre original : Cry to Heaven) est un roman historique hors cycle d'Anne Rice, publié en 1982. Se déroulant en Italie durant le XVIIIe siècle, il décrit le parcours de deux compères improbables : un noble vénitien et un maestro de Calabre, qui essaient de réussir dans le monde de l'opéra.

## Description générale
Guido Maffeo, né d'une famille de paysans, est castré à l'âge de six ans afin de préserver sa voix de soprano, et devient un célèbre chanteur d'opéra durant son adolescence. Cependant, comme beaucoup de castrats, il perd sa voix en devenant un jeune homme. Après une tentative de suicide ratée, il devient professeur de musique dans le conservatoire de Naples où il a été élevé. Tout en devenant un excellent professeur et compositeur, il perd la célébrité qu'il avait acquise.
Tonio Treschi semble être le seul fils d'une famille noble de la république de Venise, et son père, Andrea, est membre du conseil des trois de la Sérénissime. Une dizaine d'années plus jeune que Guido, il possède naturellement une voix de soprano, et aime chanter.
Cependant la famille Treschi dissimule un grand secret, Tonio n'est pas le dernier héritier de la famille, mais le plus jeune ; son grand frère, Carlo, a été exilé pour avoir déshonoré la famille. Andrea Treschi essaie de couper les liens entre Carlo et sa famille, mais lorsqu'il meurt, Carlo revient et projette de regagner sa place originelle. C'est à cette fin qu'il castre Tonio, et l'éloigne en l'envoyant étudier auprès de Guido à Naples. C'est ainsi qu'est bouleversée la vie de Tonio, qui sera déchiré entre son amour pour la musique, et son désir de vengeance.

## Résumé
Comme l'apprend Tonio, Carlo est en réalité son père. Bien que tout le monde à Venise soit prêt à croire que Carlo est celui qui s'est rendu coupable de la castration de Tonio, ce dernier se refuse à accuser son frère du crime, car cela signifierait la fin de la famille Treschi. Après mure réflexion, il décide de rester à Naples et d'étudier auprès de Guido, dans l'attente d'une vengeance, qu'il prévoit d'accomplir quand sa mère (la femme de Carlo) et Carlo auront eu des enfants assurant la descendance de leur famille.
Grâce à la voix de soprano presque inhumaine de Tonio, Guido sort de sa dépression, et le prend comme disciple. Ainsi Tonio progresse très rapidement. D'autre part, Guido fait interpréter quelques-unes de ses propres compositions par Tonio, lesquelles commencent à impressionner l'audience du conservatoire.
Tonio, pour sa part, lutte pour accepter son statut de castrats, et rejeter l'idée qu'il soit un moins que rien. Au début, il a du mal à s'habituer avec les autres castrats. Et finalement avec le temps, il a une liaison amoureuse avec un autre castrat, Domenico, puis avec Guido après que Domenico est parti. Il finit par devenir le meilleur élève du conservatoire, et se lier d'amitié avec tous les garçons de son âge, devenant pour eux un leader, ou un confident.
Tonio continue également d'étudier l'épée et les armes à feu, ce qui l'élève au rang de héros aux yeux de ses camarades, surtout lorsqu'il tuera, en se défendant, un étudiant qui projetait de l'assassiner. Le fait qu'il ait été élevé comme un gentilhomme, et qu'il ait été fait castrat tardivement, le pousse à agir comme un homme, contrairement à la plupart de ses camarades efféminés. Bien qu'il soit un castrat, certains nobles finissent par le respecter en tant qu'adversaire et en tant qu'ami.
Après son départ, Guido et Tonio se rendent à Rome, pour le premier opéra de Tonio, où il est placé sous la protection d'un puissant cardinal, Calvino, et se lie d'amitié avec un puissant comte de Florence, di Stefano.
Cependant, Tonio n'arrive pas à se défaire de son désir de vengeance envers son frère Carlo. Après avoir eu deux enfants de Carlo, la mère de Tonio, Marianna, meurt. Peu après, avant l'opéra du mardi gras, des assassins envoyés par Carlo tentent de tuer Tonio. À la demande de tous ses amis, ce dernier accepte de revenir à temps pour un opéra à Pâques, puis disparaît.
A Venise, Carlo est devenu un pitoyable alcoolique. Déguisé en femme, Tonio réussi à séduire et à capturer son père. Bien que Carlo promette de ne plus jamais essayer de blesser Tonio, à la première seconde où il en a l'occasion, il tente de le tuer. En retour, Tonio finit par tuer Carlo. Puis il retourne auprès de ses amis, pour enfin vivre pleinement sa vie.

## Motifs
Bien que La Voix des anges ne soit pas considéré comme l'un des romans pornographiques d'Anne Rice, il se distingue par une description romantique de l'homosexualité, principalement entre les castrats. En outre, Tonio a des relations avec des hommes "à part entière", tels que le cardinal romain, ou encore le comte florentin.
Malgré cela, il reste difficile de dire si les personnages décrits sont réellement homosexuels, même pour les personnages qui ne sont pas des castrats. Comme l'explique Guido, les castrats ne sont vus ni comme des hommes, ni comme des femmes, et jouissent d'une certaine liberté dans leurs relations amoureuses. Guido profite ouvertement de cette liberté. En effet, bien qu'il soit clairement amoureux de Tonio, il a une relation soutenue avec une riche comtesse, dont il est également amoureux. Les relations amoureuses de Tonio, avant sa castration, et vers la fin du roman, sont plutôt hétérosexuelles, malgré ses nombreuses histoires avec d'autres garçons. Même les castrats, tels que Domenico (qui est dominé par Tonio durant leurs relations), ont des relations avec les deux sexes.
Une raison plus profonde à cette tendance pourrait être l'avertissement de Guido que les castrats perdent leurs désirs sexuels quand ils vieillissent. Ainsi, il encourage Tonio à répondre à ses désirs lorsque ceux-ci le saisissent, car il pourrait bien un jour ne plus en avoir.
La nature bisexuelle des personnages est très similaire à celle des vampires dans Les Chroniques des vampires d'Anne Rice. Tout comme Lestat, ni Tonio ni Guido ne rejette l'un ou l'autre sexe dans leurs relations amoureuses.
De plus, bien qu'il n'y ait aucun élément surnaturel dans La Voix des anges, Tonio est souvent décrit dans des termes surhumains. Par exemple, sa voix est considérée comme angélique, et sa silhouette, mince bien que forte, est parfois décrite comme fantomatique.

## Signification
La Voix des anges est l'un des premiers romans d'Anne Rice, et tout comme The Feast of All Saints (en) (non traduit en français) est un roman historique très documenté. Ce livre montre les recherches très poussées d'Anne Rice, concernant aussi bien les domaines médical et anatomique pour la castration, que le monde de l'opéra du XVIIIe siècle où se déroule l'œuvre.
Ce livre est considéré comme l'un des meilleurs romans historiques d'Anne Rice, sinon le meilleur. Plus particulièrement, la rubrique de critique de livres du New York Times, utilise souvent La Voix des anges comme point de comparaison avec les romans historiques plus récents d'Anne Rice, souvent à leur désavantage.